# ニュークリア・ブラスト・オールスターズ
ニュークリア・ブラスト・オールスターズ（Nuclear Blast Allstars）は、ドイツのヘヴィメタルレーベルのニュークリア・ブラストに所属しているバンドに参加しているミュージシャンによって結成されたプロジェクトである。日本ではビクター・エンタテインメントがリリースを行った。

## 概要
ドイツのヘヴィメタルレーベル、ニュークリア・ブラストは1987年に設立された。当初は、ハードコア・パンクを中心に取り扱っていたが、1990年代初めからヘヴィメタルを中心に取り扱うようになり、2000年頃には、ドイツを代表する大手ヘヴィメタルレーベルへと成長した。そのニュークリア・ブラストが2007年に設立20周年を迎えることを記念して、ニュークリア・ブラストに所属しているバンドのミュージシャンによって、立ち上げられた。
プロジェクトとしてリリースしたアルバムは2枚だが、それぞれで参加しているメンバーは異なる。しかし、プロジェクトの形態としては双方とも同じで、各アルバム中で楽器を演奏するメンバーはほぼ固定され、ボーカリストが各楽曲で異なっている構成になっている。

## イントゥ・ザ・ライト
『イントゥ・ザ・ライト』 (Into the Light) は、ニュークリア・ブラスト・オールスターズの1枚目のアルバム。主にパワーメタルやメロディックスピードメタルに属するバンドに所属しているミュージシャンによって演奏されている。同アルバムでは、レイジのギタリスト、ヴィクター・スモールスキが中心となっており、全曲のギターとほぼ全曲のベース、キーボードをスモールスキが担った。さらには、作曲やプロデュースもスモールスキが行っている。ボーナスディスクの付いたエディションがあり、ボーナスディスクは、ニュークリア・ブラストに所属しているアーティストのコンピレーション・アルバムとなっている。

### 楽曲リスト
本編
1. ダーティー・ウィングス Dirty Wings
2. テリファイド Terrified
3. ルーリング・ザ・ワールド Ruling the World
4. デス・イズ・アライヴ Death Is Alive
5. ブラッドサッカーズ Bloodsucker
6. スレイヴス・トゥ・ザ・デザート Slaves to the Desert
7. ア・パーフェクト・デイ A Perfect Day
8. エターナリー Eternally
9. インナー・サンクチュアリ Inner Sanctuary
10. イン・ザ・ピクチャー In the Picture

ボーナスディスク
1. ハーツ・オン・ファイア Hearts on Fire
ハンマーフォールの楽曲。4thアルバム『Crimson Thunder』に収録。
2. マッドネス・オブ・ザ・クラウズ The Madness of the Crowds
ハロウィンの楽曲。シングル『Just a Little Sign』に収録。
3. エル・トライドール El Traidor (Anytime, Anywhere Spanish version)
ゴットハードの楽曲。シングル『El Traidor』に収録。
4. スウィート・エンクロージャー Sweet Enclosure 
アフター・フォーエヴァーの楽曲。シングル『Energize Me』に収録。
5. ニュー・プロテクション New Protection (Rough Mix)
ライド・ザ・スカイの楽曲。1stアルバム『New Protection』に収録の同名曲のラフミックス・バージョン。
6. フォーエヴァーモア Forevermore
サンダーストーンの楽曲。4thアルバム『Evolution 4.0』に収録。
7. スリップストリーム Slipstream
スレッショルドの楽曲。7thアルバム『Dead Reckoning』に収録。
8. スモーク The Smoke
アモルフィスの楽曲。7thアルバム『Eclipse』に収録。
9. デヴィル・シード Devil Seed
キャンドルマスの楽曲。9thアルバム『King of the Grey Islands』に収録。
10. ジ・アザー・サイド The Other Side
シレニアの楽曲。3rdアルバム『Nine Destinies and a Downfall』に収録。

### 参加ミュージシャン
- ヴィクター・スモールスキ Victor Smolski - ギター (Tr.1-Tr.10)、ベース (Tr.1-Tr.5, Tr.7-Tr.9)、キーボード (Tr.1-Tr.5, Tr.7-Tr.9)、プロデュース、作曲
レイジ、マイク・テラーナ、マインド・オデッセイ、ソロ名義でも活動している。
- ヤン-ミヒャエル・ケラー Jan-Michael Keller - ベース (Tr.6, Tr.10)
マインド・オデッセイで活動。
- アンドレアス・ディルクスマイヤー Andreas Dirksmeier - キーボード (Tr.6, Tr.10)
マインド・オデッセイで活動。
- アンドレ・ヒルガース André Hilgers - ドラムス (Tr.1-Tr.5, Tr.7-Tr.9)
レイジ、サイレント・フォース、シナー、アクシスなどで活動。
- フォルカー・シュルツ Volker Schultz - ドラムス (Tr.6, Tr.10)
マインド・オデッセイなどで活動。
- トビアス・サメット Tobias Sammet - ボーカル (Tr.1)
エドガイ、アヴァンタジアで活動。
- ピーター "ピーヴィ" ワグナー Peter "Peavy" Wagner - ボーカル (Tr.2)、バッキング・ボーカル (Tr.5)
レイジ、アヴェンジャーなどで活動。
- トニー・カッコ Tony Kakko - ボーカル (Tr.3)
ソナタ・アークティカなどで活動。
- マッツ・レヴン Mats Levén - ボーカル (Tr.4)
キャンドルマス、アット・ヴァンス、イングヴェイ・マルムスティーン、セリオン (セッション)などで活動。
- マルセル・シュミーア Marcel 'Schmieri' Schirmer - ボーカル (Tr.5)
デストラクション、ヘッドハンターなどで活動。
- ハンズィ・キアシュ Hansi Kürsch - ボーカル (Tr.6)
ブラインド・ガーディアン、デモンズ・アンド・ウィザーズで活動。
- アンディ・デリス Andi Deris - ボーカル (Tr.7)
ハロウィン、ピンク・クリーム69、ソロ名義で活動。
- オドレイフ・ステンスラン Oddleif Stensland - ボーカル (Tr.8)
コミュニック、エピソード、スカリオットなどで活動。
- マルコ・ヒエタラ Marco Hietala - ボーカル (Tr.9)
ナイトウィッシュ、タロット、シナジーなどで活動。
- ターヤ・トゥルネン Tarja Turunen - ボーカル (Tr.10)
ナイトウィッシュ、ターヤ（ソロ名義）などで活動。
- イェン・マユラ Jen Majura - バッキング・ボーカル (Tr.4)
ブラインド・ガーディアン、レイジ等で活動。
- マリオ・レ・モレ Mario Le Mole - バッキング・ボーカル (Tr.6)
マインド・オデッセイなどで活動。

## アウト・オヴ・ザ・ダーク
『アウト・オヴ・ザ・ダーク』 (Out of the Dark) は、ニュークリア・ブラスト・オールスターズの2枚目のアルバム。主にメロディックデスメタルやスラッシュメタル、エクストリーム・メタルに属するバンドに所属しているミュージシャンによって演奏されている。同アルバムでは、元ソイルワークのギタリスト、ピーター・ウィッチャーズが中心となっており、全曲のギター、ベース、キーボードをウィッチャーズが担った。さらには、作曲やプロデュースもウィッチャーズが行っている。ボーナスディスクの付いたエディションがあり、ボーナスディスクは、ニュークリア・ブラストに所属しているアーティストのコンピレーション・アルバムとなっている。

### 楽曲リスト
本編
1. ディスファンクショナル・アワーズ Dysfunctional Hours
2. スキッツォ Schizo
3. ディヴォーション Devotion
4. ジ・オーヴァーシャドウイング The Overshadowing
5. ペイパー・トレイル Paper Trail
6. ザ・ドーン・オヴ・オール The Dawn Of All
7. コールド・イズ・マイ・ヴェンジェンス Cold Is My Vengeance
8. マイ・ネイム・イズ・フェイト My Name Is Fate
9. ザ・ギルデッド・ダガー The Gilded Dagger
10. クローザー・トゥ・ジ・エッジ Closer To The Edge

ボーナスディスク
1. The Heretic Hammer
ディム・ボルギルの楽曲。7thアルバム『In Sorte Diaboli』アメリカ盤ボーナストラック。
2. Tyrants
イモータルの楽曲。7thアルバム『Sons of Northern Darkness』収録。
3. As He Creates, So He Destroys
ナイルの楽曲。5thアルバム『Ithyphallic』収録。
4. Purge The World
エクソダスの楽曲。7thアルバム『Shovel Headed Kill Machine』日本盤ボーナストラック。
5. Ghost
アンスラックスの楽曲。
6. Future Breed Machine
メシュガーの楽曲。2ndアルバム『Destroy Erase Improve』収録。
7. Kingdome Of Heartache
キマイラの楽曲。4thアルバム『Resurrection』日本盤ボーナストラック。
8. Prisoner Of War
オール・シャル・ペリッシュの楽曲。2ndアルバム『The Price of Existence』収録。
9. All Is Not Forgotten
アグノスティック・フロントの楽曲。
10. Counterbalance
スレット・シグナルの楽曲。1stアルバム『Under Reprisal』収録。

### 参加ミュージシャン
- ピーター・ウィッチャーズ Peter Wichers - ギター、ベース、キーボード、作曲、プロデュース、ミキシング、レコーディング (Tr.1-Tr.10)
ソイルワークなどで活動。
- ヘンリー・ランタ Henry Ranta - ドラムス (Tr.1, Tr.2, Tr.5, Tr.6, Tr.8)
ソイルワーク、テラー2000、ザ・ディフェイスドなどで活動。
- ダーク・ヴェルビューレン Dirk Verbeuren - ドラムス (Tr.3, Tr.4, Tr.7, Tr.9, Tr.10)
ソイルワーク、スカーヴなどで活動。
- アンダース・フリーデン Anders Fridén - ボーカル (Tr.1)
イン・フレイムス、パッセンジャー、ダーク・トランキュリティ、セレモニアル・オースなどで活動。
- ピーター・テクレン Peter Tägtgren - ボーカル (Tr.2)
ヒポクリシー、ペイン、ロック・アップ、ブラッドバスなどで活動。
- ヤリ・マーエンパー Jari Mäenpää - ボーカル (Tr.3)
ウィンターサン、エンシフェルムなどで活動。
- クリスチャン・アルヴェスタム Christian Älvestam - ボーカル (Tr.4)
スカー・シンメトリー、ソーラー・ドーン、エンジェル・ブレイク、トーチベアラー、ミザレーション、アンムーアド、ソリューション .45などでも活動。
- ジョン・ブッシュ John Bush - ボーカル (Tr.5)
アンスラックス、アーマード・セイントなどで活動。
- ビョーン "スピード" ストリッド Björn "Speed" Strid - ボーカル (Tr.6)
ソイルワーク、テラー2000、ディサルモニア・ムンディ、ダーケインなどで活動。
- マウリツィオ・イアコーノ Maurizio Iacono - ボーカル (Tr.7)
カタクリズム、Ex Deoなどで活動。
- マーク・オセグエダ Mark Osegueda - ボーカル (Tr.8)
デス・エンジェル、スウォームなどで活動。
- リチャード・スンネソン Richard Sjunnesson - ボーカル (Tr.9)
ソニック・シンディケイト、ジ・アンガイデッドなどで活動。
- ローランド・ヨハンソン Roland Johansson - ボーカル (Tr.9)
ソニック・シンディケイト、ジ・アンガイデッドで活動。
- ギョーム・ビドー Guillaume Bideau - ボーカル (Tr.10)
ネミック、スカーヴなどで活動。
- マティアス・ニルソン Mattias Nilsson - タンバリン、シェイカー (Tr.5)
ソイルワークなどで活動。